# Inkubationszeit

Zeitabstände in einer Infektkette

Die Inkubationszeit (von lateinisch incubatio („Ausbrütung“, „Inkubation“) und incubare („ausbrüten“)) ist ein Begriff aus der Infektiologie und beschreibt die Zeit, die zwischen Infektion mit einem Krankheitserreger und dem Auftreten der ersten Symptome („Ausbruch“) vergeht.
Die Inkubationszeit kann, abhängig von der Krankheit, zwischen wenigen Stunden und einigen Jahren betragen (siehe unten). Dies hängt davon ab, wie schnell und auf welche spezifische Weise sich die entsprechenden Erreger im Körper vermehren (Temperenz, Virulenz), wie sie auf den Körper wirken, wie stark das Immunsystem ist und wann Symptome erstmals wahrgenommen werden können. Gelegentlich kann es bei relativ harmlosen Erregern trotz einer Infektion sogar überhaupt nicht zu Symptomen kommen (sogenannte inapparente Infektion).
Viele Krankheiten können auch schon vor Ausbruch von Symptomen infektiös (ansteckend) sein. Dies ist etwa dann der Fall, wenn sich der Erreger lokal (zum Beispiel im Nasenrachenraum) bereits ausreichend vermehren konnte, jedoch noch nicht in den Blutkreislauf vorgedrungen ist, wodurch auch das Immunsystem noch nicht in einer Stärke reagiert hat, die zu den klassischen (indirekten) Symptomen wie Fieber und Gliederschmerzen führt. Aus diesem Grund durften historisch etwa Einreisende aus Endemiegebieten an vielen Orten für 40 Tage (französisch quarantaine; daher Quarantäne) das Land nicht betreten, um sicherzugehen, dass sie nicht krank sind.
Bei Vergiftungen wird die Phase bis zum Auftreten von Symptomen Latenzzeit genannt, bei Infektionen dagegen bezeichnet Latenzzeit den oben beschriebenen Abstand zwischen Infektion und Beginn der Infektiosität.

## Inkubationszeiten einiger menschlicher Infektionskrankheiten
- Das Poliovirus vermehrt sich im lymphatischen Gewebe des Verdauungstrakts (Enterovirus). Nach einer bis zwei Wochen kann es dann zu unspezifischen Symptomen wie Fieber und Gliederschmerzen kommen; dies ist dann die Inkubationszeit. Etwa eine halbe Woche später kann dann das volle Krankheitsbild der Kinderlähmung folgen.
- Bei der Tollwut hängt die Dauer der Inkubationszeit von der Lokalisation des Bisses ab, mit dem das Virus übertragen wurde. Je länger sein Weg entlang der peripheren Nerven ins Gehirn, desto länger die Inkubationszeit.
- Lokalinfektionen haben eine entsprechend kurze Inkubationszeit.

Im Folgenden eine Liste bekannter Infektionskrankheiten:
| Krankheit                                          | zwischen | und      | Zeiteinheit | Kommentar                                              |
| -------------------------------------------------- | -------- | -------- | ----------- | ------------------------------------------------------ |
| Adulte T-Zell-Leukämie                             | 60       | 0mehr    | 00Jahre     |                                                        |
| Cholera                                            | ,000,5   | ,0004,5  | 00Tage      |                                                        |
| COVID-19                                           | 01       | 014 (27) | 00Tage      | Im Mittel (Median): 5,8 Tage, Omikron-Variante: 3 Tage |
| Denguefieber                                       | 03       | 014      | 00Tage      | Durchschnittlich 4 bis 7 Tage                          |
| Diphtherie                                         | 01       | 010      | 00Tage      | Durchschnittlich 2 bis 5 Tage                          |
| Ebolafieber                                        | 02       | 021      | 00Tage      | Am häufigsten zwischen 8 und 10 Tage                   |
| Fleckfieber                                        | 10       | 014      | 00Tage      |                                                        |
| Gonorrhoe – Tripper                                | 02       | 3–5      | 00Tage      |                                                        |
| Influenza – Grippe                                 | 01       | 004      | 00Tage      | Durchschnittlich 2 Tage                                |
| Hepatitis A                                        | 14       | 028      | 00Tage      |                                                        |
| Hepatitis B                                        | 30       | 180      | 00Tage      | Durchschnittlich 75 Tage                               |
| Hepatitis C                                        | 14       | 180      | 00Tage      |                                                        |
| Meningitis – Hirnhautentzündung                    | 02       | 010      | 00Tage      | Durchschnittlich 4 Tage                                |
| HIV                                                | 21       | 042      | 00Tage      |                                                        |
| Keuchhusten – Pertussis                            | 06       | 020      | 00Tage      | Meist 9 bis 10 Tage                                    |
| Kinderlähmung                                      | 03       | 035      | 00Tage      | Meist 7 bis 14 Tage                                    |
| Lepra                                              | ,000,5   | 005      | 00Jahre     | Kann auch bis zu 20 Jahre betragen.                    |
| Malaria quartana                                   | 16       | 050      | 00Tage      |                                                        |
| Malaria tertiana                                   | 12       | 018      | 00Tage      | Inkubationszeit kann auch mehrere Monate betragen.     |
| Malaria tropica                                    | 10       | 015      | 00Tage      |                                                        |
| Marburgfieber                                      | 03       | 009      | 00Tage      |                                                        |
| Masern                                             | 8–10     | 10–12    | 00Tage      |                                                        |
| Hautmilzbrand                                      | 01       | 007      | 00Tage      |                                                        |
| Lungenmilzbrand                                    | 01       | 007      | 00Tage      | Kann auch bis zu 2 Monate betragen                     |
| Darmmilzbrand                                      | 1–3      | 007      | 00Tage      |                                                        |
| Mumps                                              | 12       | 025      | 00Tage      | Im Mittel 16 bis 18 Tage                               |
| Pest – Beulenpest                                  | 01       | 007      | 00Tage      |                                                        |
| Pest – Lungenpest                                  | 01       | 003      | 00Tage      |                                                        |
| Ringelröteln                                       | 04       | 014      | 00Tage      |                                                        |
| Röteln                                             | 14       | 021      | 00Tage      |                                                        |
| Rückfallfieber                                     | 01       | 014      | 00Tage      | Häufig etwa 5 Tage                                     |
| Ruhr – Amöbenruhr                                  | 01       | 007      | 00Tage      |                                                        |
| Ruhr – Bakterienruhr                               | 02       | 007      | 00Tage      |                                                        |
| Salmonellen                                        | 012      | 024      | 00Stunden   |                                                        |
| Scharlach                                          | 02       | 004      | 00Tage      |                                                        |
| Syphilis                                           | 10       | 090      | 00Tage      | Durchschnittlich 21 Tage                               |
| Tollwut                                            | 30       | 090      | 00Tage      | Kann auch zwischen einer Woche und einem Jahr sein.    |
| Tuberkulose                                        | 14       | 070      | 00Tage      |                                                        |
| Typhus                                             | 07       | 021      | 00Tage      | Extremwerte zwischen 3 und 60 Tage                     |
| Vogelgrippe H5N1, Vogelgrippe H7N9 (aviäre Grippe) | 01       | 05       | 00Tage      |                                                        |
| Windpocken                                         | 10       | 021      | 00Tage      | Meist 14 bis 17 Tage                                   |
| Wundstarrkrampf – Tetanus                          | 03       | 021      | 00Tage      |                                                        |